# Bhartrhari
Bhartrhari (v sanskrtu भर्तृहरि, asi 7. století) byl staroindický básník patřící společně s Kálidásou a Amaruem mezi nejvýznamnější představitele sanskrtské poezie.
O jeho životě není prakticky nic známo a často je ztotožňován s buddhistickým gramatikem stejného jména, který zemřel kolem roku 651 a který je autorem gramatického díla Vakija Pradipa.
Bhartrhari je podobně jako Amaru mistrem strofy, oblíbené formy staroindické lyriky, kterou uspořádal do tří šatak (sbírek po stu strofách). Milostné básně soustředil do sbírky Šrngárašataka (Stovka o lásce) zaměřené spíše na oslavu síly a radosti lásky než na její tělesnost. Filosofické tendence pak ještě více převažují ve sbírce Nítišataka (Stovka o životní moudrosti) a vyúsťují až ke zdůraznění askeze ve sbírce Vairágjašataka (Stovka o odříkání). Lásku a moudrost básník považuje za různé cíle, které odpovídají různým obdobím v lidském životě (člověk má po studiu nejprve založit rodinu a teprve později se věnovat přemítání a askezi).

## Ukázka z poezie
Zda u Gangy dlít máme jako kajícníci,

zda věnovat se ženě ctnostné, milující,

pít z proudu věd, sát básní nektar rozmanitý?

Jen chvilku trvá život. Co si vyvoliti?.

Báseň je uvedena v překladu Oldřicha Friše.

## Česká vydání
- Amaru a Bhartrhari: Sloky o lásce, moudrosti a odříkání, SNKLHU, Praha 1959, přeložil Oldřich Friš, znovu BB art, Praha 2005.